# Lac Ohepalu
Le lac Ohepalu (en estonien : Ohepalu järv) ou grand lac Ohepalu (en estonien : Ohepalu Suurjärv) est un lac du village d'Ohepalu de la commune de Kadrina dans le comté de Viru-Ouest en Estonie,,,.

## Géographie
Le lac est situé au milieu du marais d'Ohepalu et a une superficie de 67,9 hectares.
Il mesure 1,2 kilomètre de long et 950 mètres de large. Le niveau de l'eau se situe en moyenne à 91,0 mètres d'altitude. 
Quatre fossés marécageux ont été creusés dans le lac, dont celui qui se dirige vers le sud est relié au fossé Rutka, qui rejoint le Valgejõgi. 
Le lac a une profondeur moyenne de 0,5 mètre et une profondeur maximale de 2,5 mètres. 
La longueur du rivage du lac est de 3,3 kilomètres et les rives sont partout marécageuses,,.

## Galerie

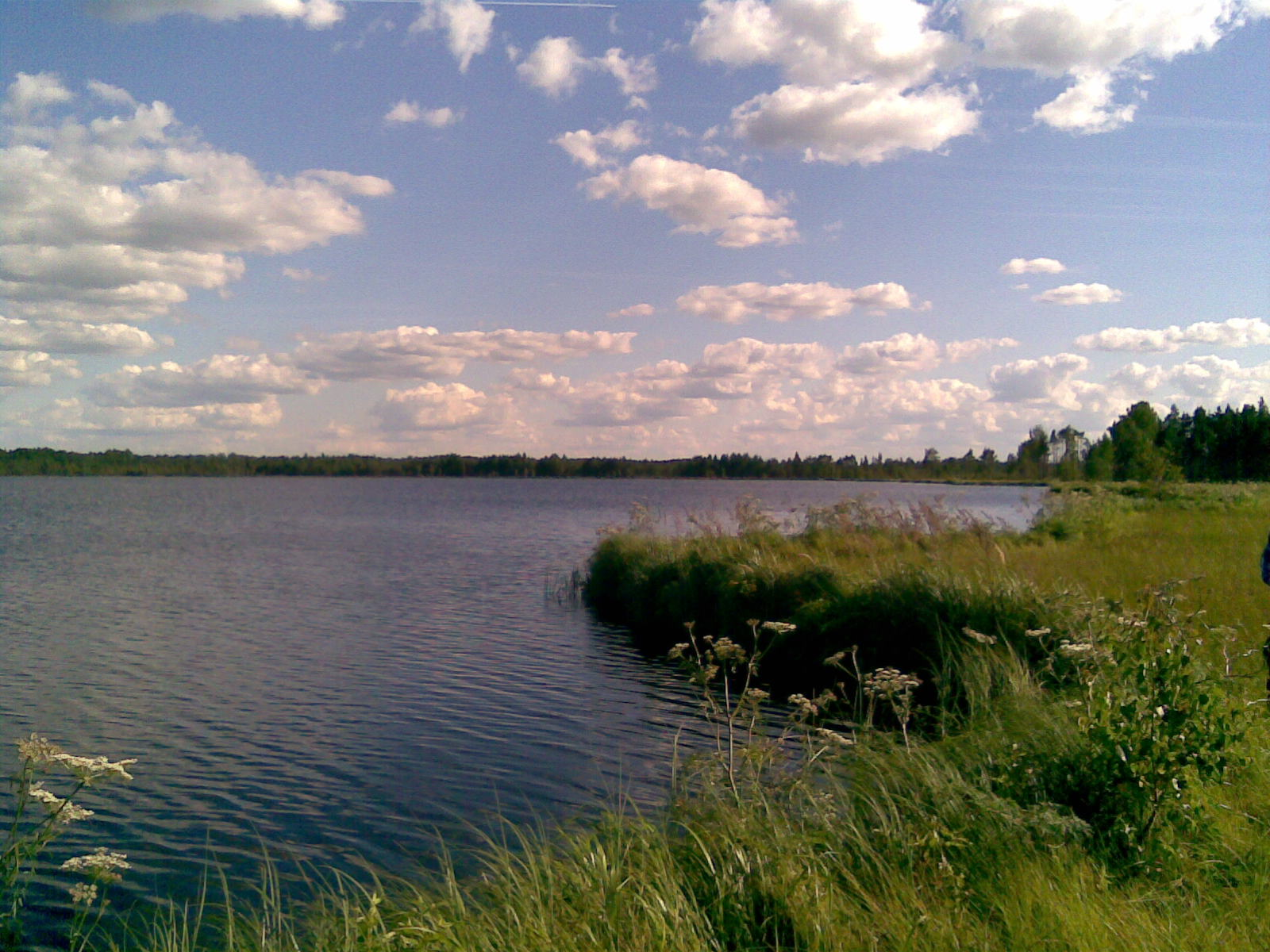
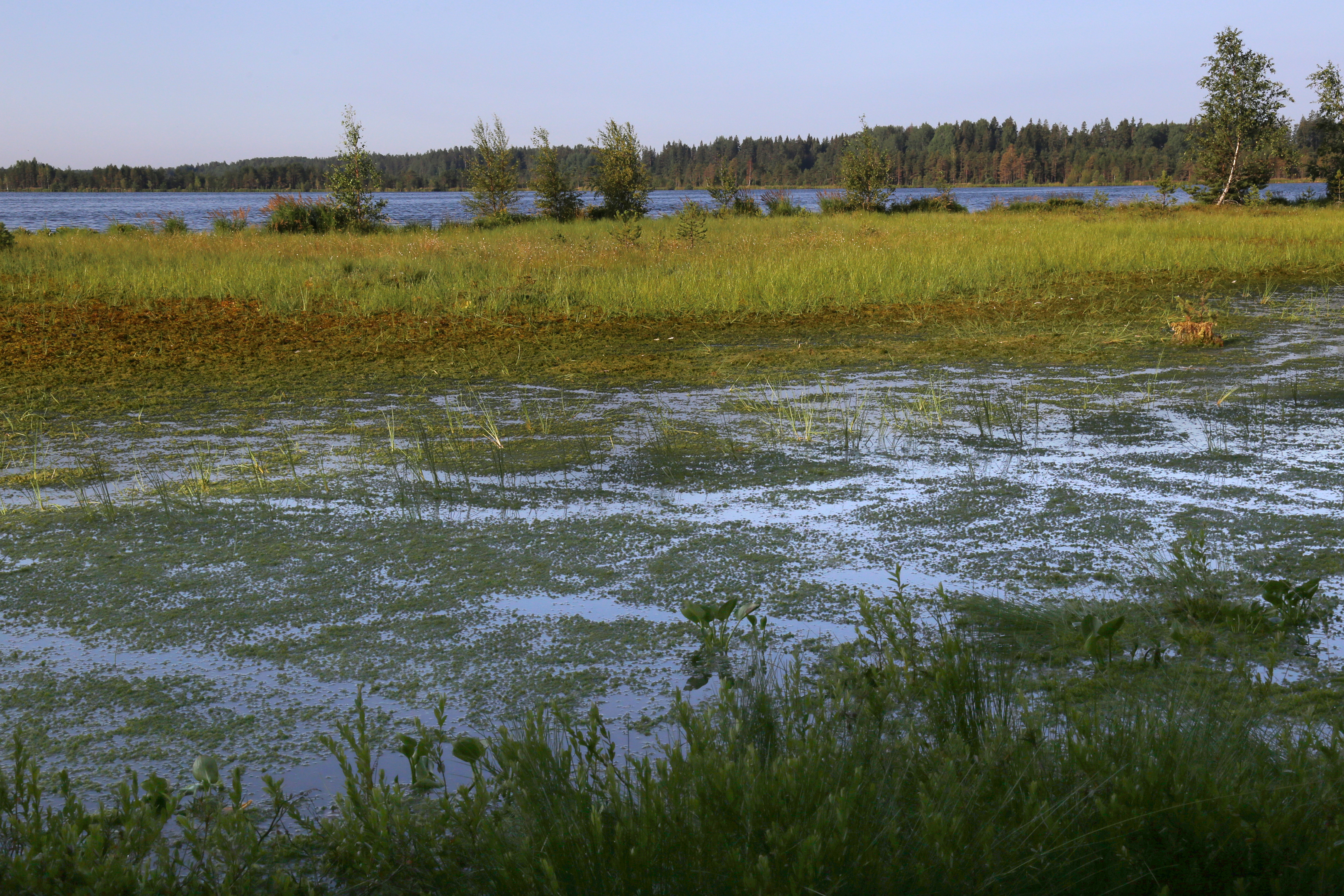